# Ada Valeria Ruhl Bonazzola
Ada Valeria Ruhl Bonazzola, nata Ada Valeria Ruhl (Torino, 11 ottobre 1921 – 19 gennaio 2004), è stata una politica e partigiana italiana.

## Biografia
Si laurea in filosofia all'Università della sua città natale, e dopo l'Armistizio dell'8 settembre 1943 si affianca alla Resistenza italiana. In quegli anni conosce Quinto Bonazzola che sposerà al termine del conflitto e di cui mantiene il cognome. Eletta consigliere comunale della città di Milano, ricopre la carica di consigliere di amministrazione del Piccolo Teatro. Iscritta al Partito Comunista, viene eletta dalla V alla VIII legislatura.